# Divisão Maior do Futebol Colombiano
A División Mayor del Fútbol Colombiano (em português:  Divisão Maior do Futebol Colombiano), também conhecida como DIMAYOR, é uma entidade esportiva responsável pela organização, administração e regulamentação dos torneios de futebol profissional na Colômbia. Ela atualmente organiza as duas principais divisões profissionais do futebol colombiano, a Primeira Divisão (Liga BetPlay Dimayor) e a Segunda Divisão (Torneo BetPlay Dimayor), assim como as duas copas nacionais, a Superliga da Colômbia (Superliga BetPlay Dimayor) e Copa da Colômbia (Copa BetPlay Dimayor), além da Campeonato Feminino (Liga Femenina BetPlay Dimayor).
A DIMAYOR foi fundada em 26 de junho de 1948. Seu atual presidente é Carlos Mario Zuluaga, no cargo desde março de 2025.

## Competições
Atualmente a DIMAYOR realiza 5 (cinco) campeonatos profissionais:
- Liga BetPlay Dimayor: disputado entre 20 clubes de primeira divisão (categoria “A”) e coroa dois campeões por ano;
- Torneo BetPlay Dimayor: disputado entre 16 clubes de segunda divisão (categoria “B”). Ao final do ano ascendem 2 clubes para a categoria superior;
- Liga Femenina BetPlay Dimayor: onde participam 23 clubes femininos da FPC num campeonato anual. O campeõa tem direito a disputar a Copa Libertadores Feminina;
- Superliga BetPlay Dimayor: disputa entre os dois campeões do ano da Liga BetPlay Dimayor;
- Copa BetPlay Dimayor: um campeonato que reúne os 36 clubes das categorias “A” e “B”. O campeão, além do título, obtêm um vaga na Copa Libertadores.

## Presidente
O presidente da DIMAYOR é atualmente Carlos Mario Zuluaga Pérez, que sucedeu no cargo o então presidente Fernando Jaramillo, que havia chegado ao posto em agosto de 2020, como sucessor de Jorge Enrique Vélez. Desde sua fundação até os dias de hoje, a instituição conta com 17 (dezesseis) presidentes, são eles:
| Período   | Presidente                 | Nota                                                                    | Ref.              |
| --------- | -------------------------- | ----------------------------------------------------------------------- | ----------------- |
| 1948–1949 | Humberto Salcedo F.        |                                                                         |                   |
| 1949–1950 | Germán Ocampo              |                                                                         |                   |
| 1951–1955 | Arturo García              |                                                                         |                   |
| 1956–1976 | José Chalela Chalela       |                                                                         |                   |
| 1977      | Rafael Mc. Causland        |                                                                         |                   |
| 1977      | Alfonso Senior Quevedo     |                                                                         |                   |
| 1977–1980 | Joaquín Lozada             |                                                                         |                   |
| 1980–1983 | Jaime Castro               |                                                                         |                   |
| 1983–1988 | León Londoño Tamayo        |                                                                         |                   |
| 1989–1990 | Álex Gorayeb               |                                                                         |                   |
| 1990–2002 | Jorge Correa Pastrana      |                                                                         |                   |
| 2002–2006 | Luis Bedoya Giraldo        |                                                                         |                   |
| 2006–2015 | Ramón Jesurun Franco       |                                                                         |                   |
| 2015–2018 | Jorge Perdomo              |                                                                         |                   |
| 2018–2020 | Jorge Enrique Vélez        | Presidiu a entidade de 31 de julho de 2018 até 24 de julho de 2020.     | [ 2 ] [ 3 ] [ 4 ] |
| 2020–2025 | Fernado Jaramillo Giraldo  | Presidiu a entidade de 6 de agosto de 2020 até 25 de fevereiro de 2025. | [ 5 ] [ 6 ]       |
| 2025–     | Carlos Mario Zuluaga Pérez | Foi eleito presidente da DIMAYOR em 25 de março de 2025.                | [ 7 ] [ 8 ]       |